# Lễ hội gầu tào
Lễ hội Gầu tào là một lễ hội của người đồng bào dân tộc H'Mông. Nội dung chính cho lễ hội là Cầu phúc hoặc cầu mệnh.
- Hội cầu phúc: Một gia chủ nào đó không có con, thưa con hoặc sinh con một bề, sẽ làm lễ nhờ thầy cúng bói xin cho mở hội Gầu tào nhằm cầu mong có con.
- Hội cầu mệnh: Một gia chủ nào đó bị ốm đau bệnh tật, con cái yếu ớt, thậm chí có con bị chết, mùa màng, vật nuôi lụi dần, cũng nhờ thầy cúng bói xin mở hội Gầu tào.

## Thời gian tổ chức
Thời gian mở hội thường trong khoảng từ ngày mồng một đến ngày 15 tháng giêng. Nếu hội tổ chức 3 năm liền thì mỗi năm tổ chức 3 ngày liền, hội làm gộp một năm sẽ tổ chức 9 ngày.

## Chuẩn bị
Ngay từ cuối tháng chạp, khi được thầy cúng bói xin mở hội. Gia đình mở hội cầu phúc hay cầu mệnh, trong gia đình cử ra một người chặt cây làm cây nêu. Đầu tiên lễ dựng nêu được tổ chức. Nơi trồng cây nêu (cũng là địa điểm mở hội). Cây nêu được chôn nơi cao nhất thường là đỉnh đồi. Khi dựng xong, gia chủ còn làm lễ cúng ở ngay chân cột nêu mời tổ tiên các thần phù hộ cho có con, mọi thành viên đều khỏe mạnh, bằng an kế tục việc làm ăn, làm mặc theo dòng họ. Cây nêu được dựng lên, các làng gần, làng xa biết rằng tết năm nay sẽ mở hội Gầu tào. Mọi người đều hiểu chuẩn bị dự hội.

## Vào hội
Sau phần của thầy mo, làm những thủ tục lễ bái, hầu hết là dùng những từ hoa mỹ (pàng lỳ) thanh cao, những câu ví mỹ miều, những câu tục ngữ (lù txà) khoa trương. Mọi người tụ tập đến bãi mở hội. Khắp bãi dựng thêm nhiều lều lợp lá cây cho người già ăn uống chúc tụng. Bãi bằng nhất được dọn ra cho trẻ em đánh quay.
Các nơi khác trong bãi, tổ chức các trò chơi cho ngày hội được quy định trước. Các nơi này mỗi nơi đều có quán xử (chủ sự) quản lý chung. Ngoài ra cần có xừ quan (quản lý) chăm lo việc ăn uống, có hấu pầu tờ (quản củi đuốc), hấu pầu giê (trông nom xay giã dần sàng) cùng với xừ quan.
- Nơi bắn nỏ
- Nơi bắn cung
- Sân múa khèn
- Đường đua ngựa
- Đám bắn thi cung nỏ
- Đám chọi quay
- Đám hát gầu plềnh, hát tình ca, đối đáp, trao duyên, hát vui hội hè

## Kết thúc lễ hội
Chủ nhà làm lễ, cây nêu được hạ xuống. Thầy mo đốt thẻ giấy, hốt than cho vào gáo nước, vừa đi vừa cầu khấn. Sau mỗi đoạn khấn vái, thầy lại hấp một ngụm nước phun ra xung quanh. Mảnh vải đỏ thì mang về treo trong nhà cầu mong hồng phúc đời đời.